# Воєводін Микола Антонович

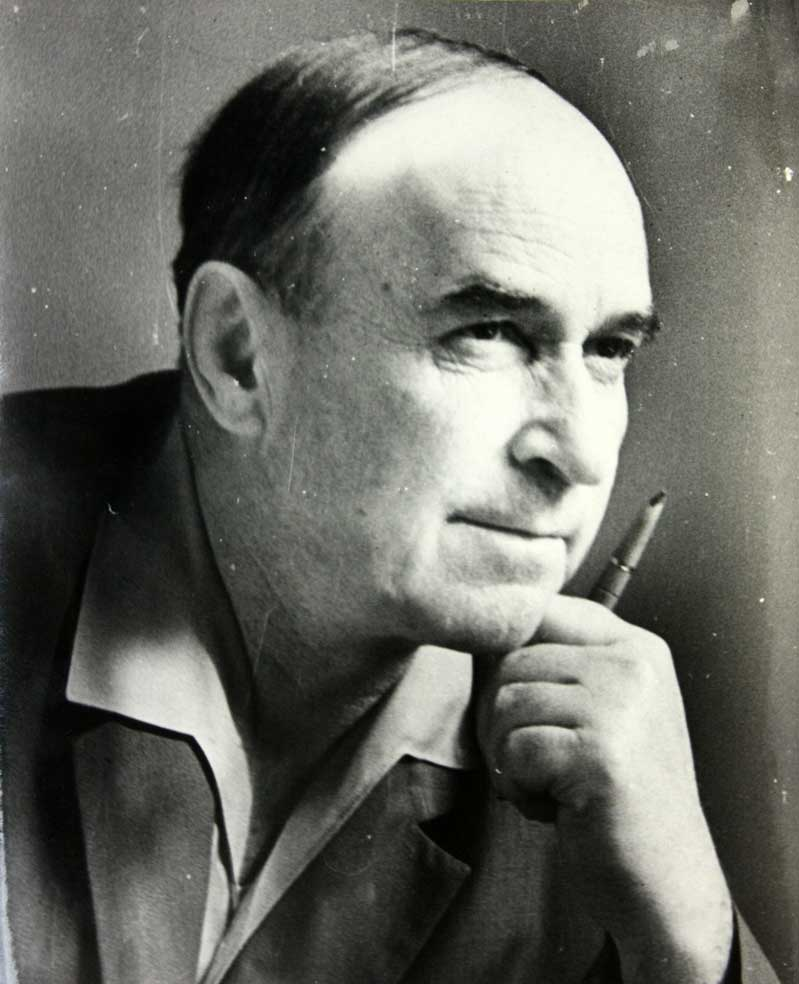
Воєводін Микола Антонович - директор Харківського історичного музею

Воєводін Микола Антонович (1907, Харків, Україна — 1983, Харків, Україна) — український музеєзнавець, директор Харківського історичного музею з 1948 по 1983 рр.

## Життєпис
Микола Антонович Воєводін народився у Харкові в 1907 р. У 1935 р. закінчив Український інститут комуністичної просвіти за спеціальністю "бібліотекозанавство та бібліографія". Після закінчення інституту з 1935 по 1941 рр. працював старшим науковим співробітником, а потім завідувачем відділу фондів у Музеї революції УРСР в Харкові. Під час Другої світової війни служив офіцером у Червоній Армії. В 1946 р. демобілізований з армії, направлений на роботу в Харківський історичний музей. З 1946 по 1948 рр. працював завідувачем відділу капіталізму в Харківському історичному музеї. З 1948 по 1983 рр. працював директором Харківського історичного музею. З 1966 р. член Президії Харківської обласної організації Українського товариства охорони пам'яток історії та культури. Помер в 1983 р. Похований на почесному кварталі Міського кладовища № 13 в Харкові.

## Нагороди
- Орден Вітчизняної війни ІІ ступеня (1944)

- Орден Червоного Прапора (1944)

- Орден Леніна (1967)

- Заслужений працівник культури Української РСР (1974)